# Praat met mij
Praat met mij is een lied van de Nederlandse rapper Kevin in samenwerking met Idaly en Yade Lauren. Het werd in 2021 als single uitgebracht en stond in hetzelfde jaar als twaalfde track op het album Grote versnelling van Kevin.

## Achtergrond
Praat met mij is geschreven door Kevin de Gier, Idaly Faal, Jade Lauren Clevers, Tevin Irvin Plaate en Jaysi Noten en geproduceerd door Spanker. Het is een nummer uit het genre nederhop. In het lied wordt er gezongen over een dame waar de liedvertellers mee in een relatie zitten en graag met haar willen zijn en alles voor haar willen doen. Het lied werd kort nadat het was uitgebracht uitgeroepen tot de DiXte bij NPO FunX. Bij de NPO FunX Music Awards eind 2021 werd het lied verkozen tot Best Song. De single heeft in Nederland de gouden status.
Het is niet de eerste keer dat Kevin met Yade Lauren samenwerkt. Eerder waren ze al samen te horen op Gold chain en Als ik je niet zie en de samenwerking werd later nog herhaald met Samen, Swim deep en Trust. Kevin en Idaly hadden eerder al meerdere singles uitgebracht waaronder Hyena's, Ik kom je halen, Bagage en Eigenaar en herhaalden de samenwerking op Betalen voor dit en Jij weet. Ook Lauren en Idaly waren al eerder samen op een nummer te horen, namelijk I want you.

## Hitnoteringen
De artiesten hadden verschillend succes met het lied in Nederland. Het piekte op de tiende plaats van de Single Top 100 en stond achttien weken in deze hitlijst. De Top 40 werd niet bereikt; het lied bleef steken op de derde plaats van de Tipparade.